# Schedelfractuur
Een schedelfractuur  of schedelbreuk is een of meerdere botbreuken in de schedel, meestal in combinatie met een hersenschudding. Hoewel schedelbreuken op zich niet heel ernstig zijn, kunnen dergelijke breuken wel ten grondslag liggen aan de veel ernstigere intracraniële verwondingen, doordat losse stukjes schedel verwondingen, beschadiging van de bloedvaten en hersenkneuzingen tot gevolg kunnen hebben. Andere mogelijke complicaties als gevolg van een schedelbreuk zijn intracraniële bloedingen en dissectie van hersenslagaders. Deze laatste verwonding remt de toevoer van bloed naar de hersenen af, waardoor een schedelbreuk dus niet rechtstreeks in verband gebracht kan worden met hersenletsel.
Wanneer naast een schedelbreuk ook sprake is van een huidbeschadiging spreekt men van een open breuk. Wanneer het harde hersenvlies (de buitenste membranen van de hersenen) is beschadigd als gevolg van een schedelbreuk wordt dit penetrerend hoofdletsel genoemd.

## Lineaire breuk
Bij mensen met ernstig hoofdletsel komt de lineaire schedelbreuk veruit het meest voor, in 69% van de gevallen. Bij dit soort breuken wordt het getroffen gedeelte van de schedel naar binnen gedrukt, waardoor het omringende gebied juist naar buiten wijkt.
In zeldzame gevallen kan een lineaire schedelbreuk groter worden wanneer hersenoedeem optreedt. Dit wordt een "groeiende fractuur" genoemd. Een groeiende fractuur kan cysten in de hersenvliezen veroorzaken. Diastatische fracturen zijn lineaire schedelfracturen bij zeer jonge kinderen waardoor het bot bij de schedelnaden niet goed kan vastgroeien. Dergelijke fracturen worden vooral veroorzaakt doordat een kind met het hoofdje tegen grote en harde oppervlakken zoals muren aanslaat.

## Verbrijzelde breuk
Van een verbrijzelde schedelbreuk is sprake wanneer het bot wordt versplinterd tot vele kleine stukjes, die het harde hersenvlies binnendringen. Hersenletsel is in dit geval vrijwel onvermijdelijk. Ook de kans op een zeer hoge intracraniële druk wordt hierdoor zeer groot. In deze gevallen is meestal chirurgisch ingrijpen noodzakelijk om het bot van de schedel op te lichten, zodat de druk op de hersenen vermindert. Verbrijzelde breuken treden op bij ongeveer 11% van alle hoofdletsels. Voetballer Petr Čech liep op 14 oktober 2006 deze vorm van hoofdletsel op.

## Schedelbasisfractuur
Van een schedelbasisfractuur is sprake wanneer de botten die de schedelbasis vormen zijn beschadigd. Dit soort breuken komt het minst voor, in ongeveer 4% van alle schedelfractuurgevallen. Een schedelbasisfractuur gaat gepaard met typische verschijnselen, zoals het binnendringen van bloed in de sinus adnasales, het lekken van hersenvocht uit de neus of oren en bloeduitstortingen rondom de ogen (brilhematoom).